# 신키류역
신키류역(일본어: 新桐生駅, しんきりゅうえき)은 일본 군마현 기류시에 있는 도부 철도 기류 선의 역이다. 역 번호는 TI 55이다.
도부 철도의 기류 시 입구역으로 특급 "료모 호"의 정차역이다. 또한, 기류 선과 고이즈미 선의 간이 위탁역의 총괄역이다.

## 역사
- 1913년 3월 19일: 영업 개시.
- 1988년: 역사 개축 및 특산품 전시 코너, 공중 화장실 설치.

## 역 구조
혼합식 승강장 2면 3선의 지상역이다. 역사는 오타 방향 승강장 측에 있고, 아카기 방면 승강장은 지하도에 의하여 연결된다. 아카기 방면 승강장의 외측 1선은 유치선으로 사용되면서 영업 열차의 발착은 없다.
역사는 1988년에 중건된 것이고 시계탑과 풍향계의 외관이 특징이다. 천장에는 십이지를 다룬 방위판이 디자인되어 스테인드 글라스도 설치되어 있다.

### 승강장
| 번호 | 노선    | 방향 | 행선                                                                                               |
| ---- | ------- | ---- | -------------------------------------------------------------------------------------------------- |
| 1    | 기류 선 | 상행 | 오타 방면・ 이세사키 선 다테바야시・ 도부 스카이트리 라인 기타센주・도쿄 스카이트리・아사쿠사 방면 |
| 2    | 기류 선 | 하행 | 아카기 방면                                                                                        |

## 역 주변
- 기류 시 관공서
- 기류 시 시민 문화 회관
- 기류 후생 종합 병원
- 기류 경찰서
- 기류 경정장
- 아자미 늪
- 국도 제50호선(기류 우회로)
- 국도 제122호선
- 군마 지방 도로 68호 기류이세사키 선
- 군마 지방 도로 350호 신키류 정차장선
- BOOK OFF 기류 아이오이점
- 신키류 역전 우체국
- 군마 은행 신키류 지점
- 니시사쿠라바시
- 신키류 공원
- 군마 현 기류미나미 고등학교
- 군마 현립 아사히 양호학교
- 기류 시립 사쿠라기 중학교
- 기류 시립 사쿠라기 초등학교
- 기류 시립 신메이 초등 학교
- 기류 시립 사쿠라기 유치원
- 기류 시립 신메이 유치원
- 오조라 보육원
- 문화 복식 전문학교
- 히로사와초 2초메 단지
- 오카노카미 단지
- 히로사와 신사
- 호우신지
- 히로사와 변전소

## 사진

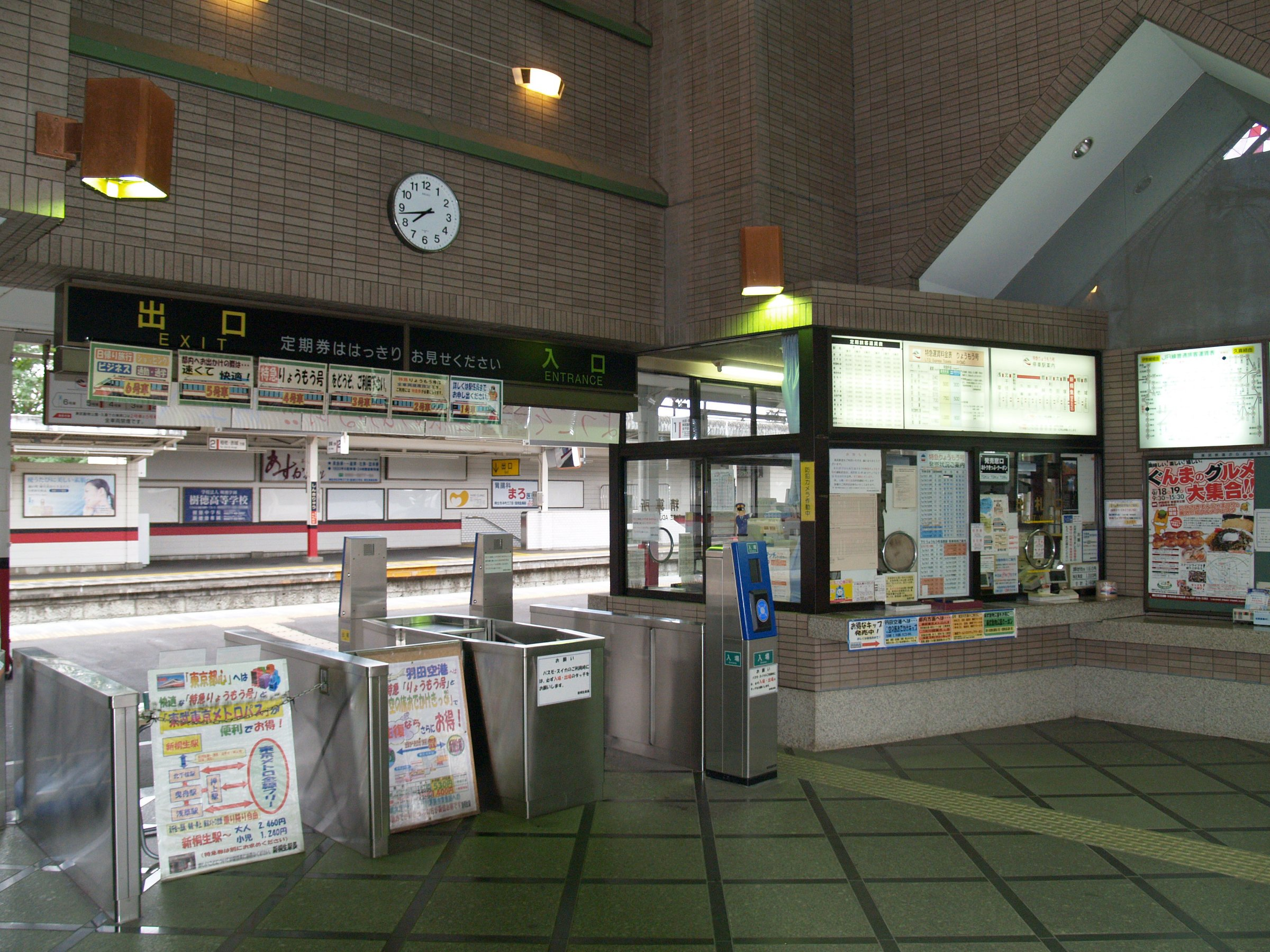
개찰구

## 인접역
| 도부 철도 기류 선      | 도부 철도 기류 선 | 도부 철도 기류 선          |
| ---------------------- | ----------------- | -------------------------- |
| TI 54 아자미 오타 방면 |                   | 아이오이 TI 56 아카기 방면 |